# Шестаков, Сергей Сергеевич (инженер)
Сергей Сергеевич Шестако́в (1862—1931) — русский инженер, архитектор, профессор МВТУ им. Н. Э. Баумана.

## Биография

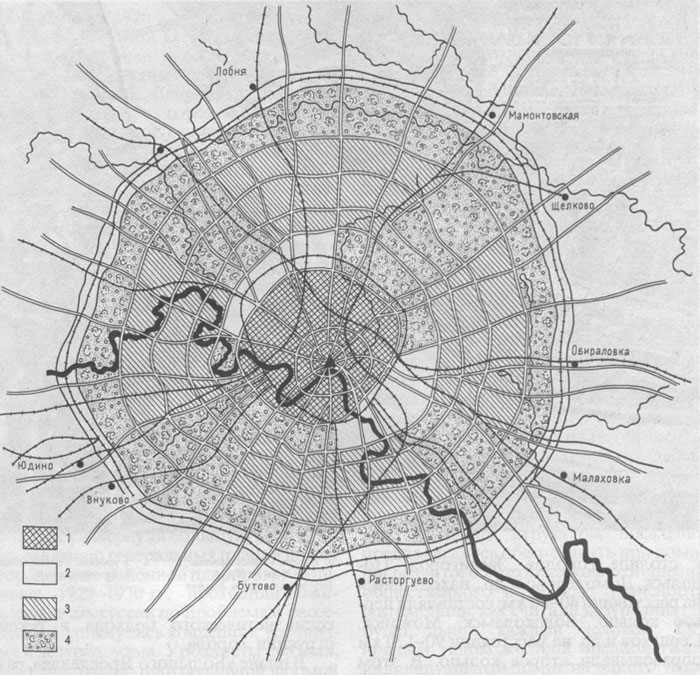
Проект «Большая Москва»

В 1886 году окончил Императорское техническое училище.
С 1910-х годов — главный инженер по благоустройству Москвы, проектировал в 1914 году Братское кладбище в Всехсвятском (ныне — Мемориально-парковый комплекс героев Первой мировой войны).
В Советское время — главный инженер Москвы, профессор Московского высшего технического училища им. Н. Э. Баумана. С 1926 года возглавлял земельно-планировочный отдел Московского коммунального хозяйства.
Автор концепции «Большая Москва» (1925 — начало 1930-х гг.), предусматривающей развитие радиально-кольцевой структуры Москвы в рамках второй Окружной железной дороги в 28 — 30 километрах от центра Москвы и двух колец городов-спутников в Московской, Владимирской и Калужской губерниях. Согласно концепции численность населения Москвы была определена к 1945 году в 4 млн человек, к 1960 году — 6 млн человек; в новых границах Московская губерния должна была занимать площадь 4000 квадратных километрах при диаметре 240 километров.
В 1928 году указывал на необходимость сохранения и увеличения площади лесов, окружающих Москву.

## Арест и смерть
Арестован 29 декабря 1930 года по постановлению тройки при Полномочном представителе ОГПУ Московской области от 5 марта, приговорен к заключению сроком на 5 лет условно. Приговор сломил уже немолодого архитектора, у него случился сердечный приступ, и 7 марта 1931 года он был отдан на поруки врачу Центральной больницы мест заключения И. Г. Калинину, а 8 марта С. С. Шестаков скончался. По постановлению Коллегии ОГПУ от 18 марта 1931 года дело в отношении Шестакова С.С. было прекращено в связи со смертью. 14 августа 1992 года по заключению Прокуратуры города Москвы Шестаков С.С. был реабилитирован.